# Шишмановичі
Шишмановичі (болг. Шишмановци) — династія болгарських царів, що правили з 1323 й до падіння Другого Болгарського царства 1396 року й далі до 1422 як васали Османського султана.
Засновником династії був деспот Видинського князівства Шишман I, який правив Видином у 1280–1313 роках. Щодо його походження відомо тільки те, що можливо був з половців.

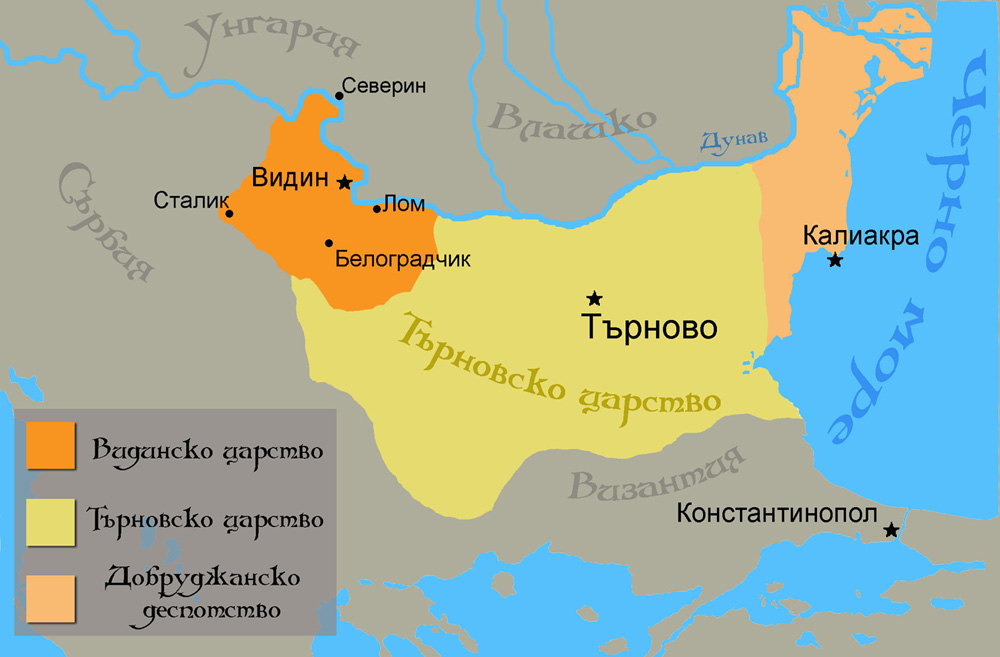
Мапа Видинської та Тирновської держав

## Правителі з династії Шишмановичів
|  | Шишман І                | 1280 — 1313 | деспот Відінського князівства                                               |
|  | Михайло III Шишман      | 1323 — 1330 | цар, син деспота Шишмана                                                    |
|  | Іван Стефан             | 1330 — 1331 | цар, син Михайла Шишмана                                                    |
|  | Іван Александр          | 1331 — 1371 | цар, онук деспота Шишмана                                                   |
|  | Іван Шишман             | 1371 — 1395 | цар, син Івана Александра                                                   |
|  | Іван Срацимір           | 1356 — 1396 | цар Відінського царства, син Івана Александра                               |
|  | Костянтин II Асен       | 1397 — 1422 | цар Відінського царства (як васал османського султана), син Івана Срациміра |
|  | Фружин                  | після 1454  | князь у Велико-Тирново (як васал османського султана), син Івана Шишмана    |
|  | Михайло Шишманов        | до 1492     | бан у Софії (як васал османського султана)                                  |
|  | Шишман III              | 1593        | цар (як лідер повстання проти османського султана)                          |
|  | Ростислав Страшимірович | 1686        | князь (як лідер повстання проти османського султана)                        |